# Staffan Nihlén

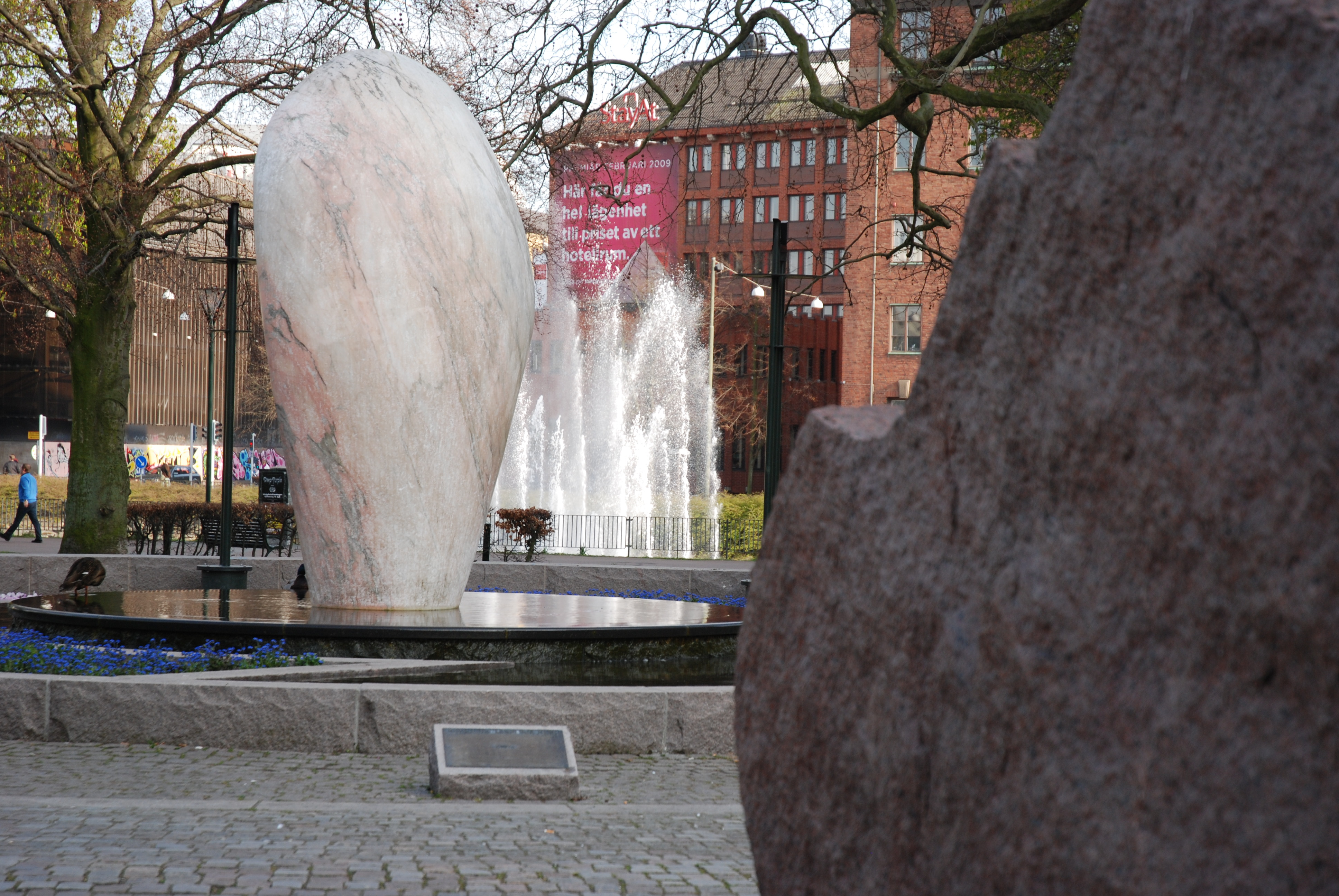
Pienza, marmor, Raoul Wallenbergs plats i Malmö.

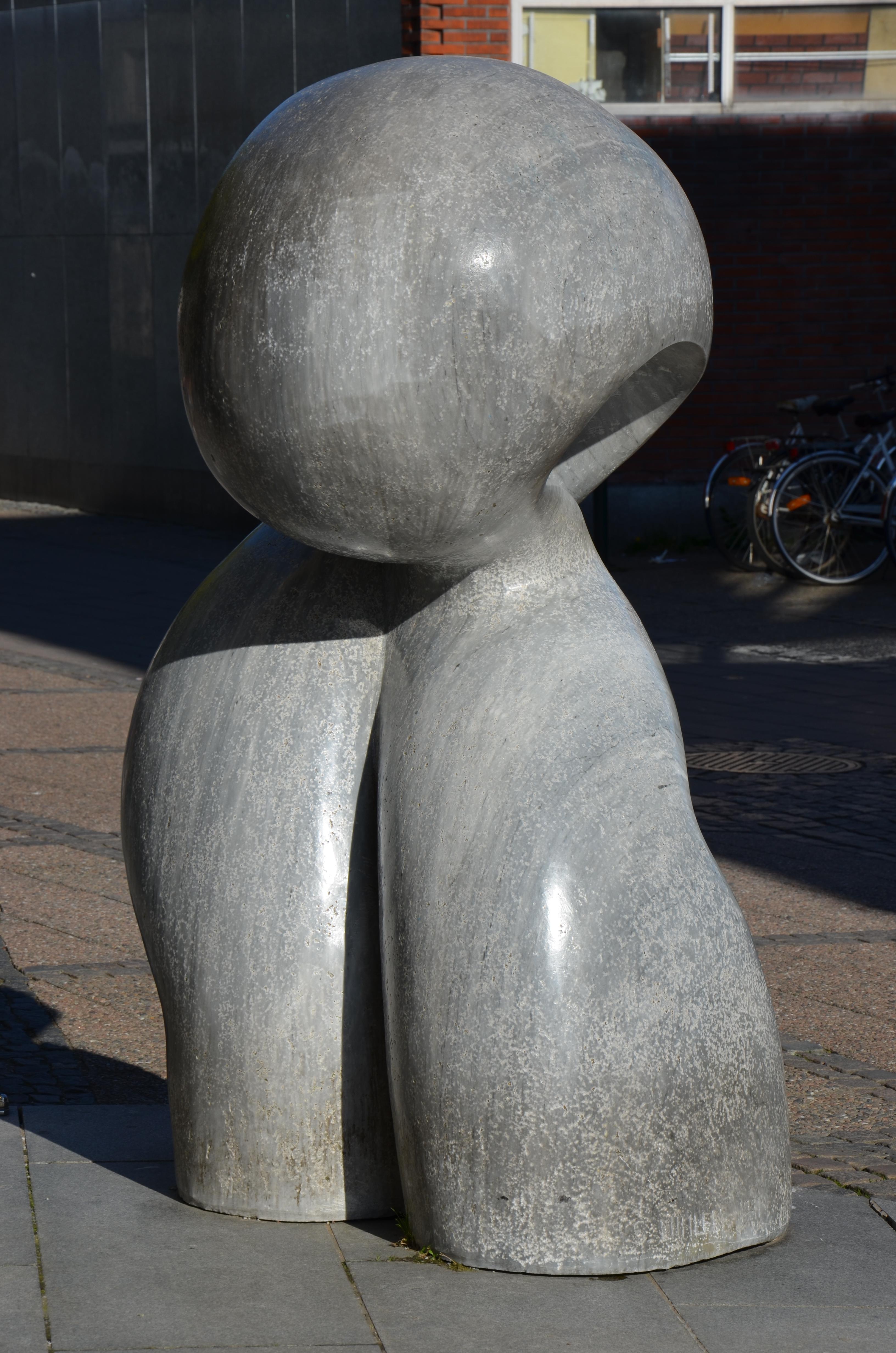
Mänsklig åtbörds varsamhet i Lund.

Staffan Olof Örjan Nihlén, född 18 april 1929 i Stockholm, död 10 november 2022 i Ystad, var en svensk skulptör, målare, tecknare och grafiker. Han var son till folklivsforskaren John Nihlén.

## Utbildning
Staffan Nihlén fick sin första konstnärliga utbildning som privatelev till Ferdinand Boberg och utbildade sig sedan på Isaac Grünewalds konstskola i Stockholm 1944, på Otte Skölds målarskola i Stockholm 1945–1947, vid Kungliga Konstakademien i Stockholm 1950–1955 med bland andra Hugo Zuhr och Bror Hjorth som lärare, samt på Academia di Belle Arti i Venedig 1956. Han var lärare i skulptur på Målarskolan Forum i Malmö 1966–1985 och på Konsthögskolan Valand i Göteborg 1985–1987.
| ”                              | I Staffan Nihléns verk ges en tydlig bild av en skulptör med starka kompakta former, med en historisk resonans och fylld av ett medelhavsljus. Det finns en inre intensitet och en modulation påfallande poetisk känsla i dessa stenar och som också utstrålar en mycket personlig intimitet. Lätt att säga: en klassiker. Mer exakt att säga: en klassiker utan klassicism, liksom Pound använder sig Nihlén av traditionen för att komma längre. | „ |
| – Aldo Caserino, konstkritiker | |   |

## Offentliga verk i urval
- I väg (1970), vitlackerad stålplåt, Skulpturparken vid Skissernas museum i Lund
- Havsvåg (1972), stålplåt, Krusegatan 19 i Malmö
- Sköld (1974), målat cortenstål, Skulpturparken vid Skissernas Museum i Lund
- Ljusskulptur i brunn (1978), stålplåt, Sommarlust i Kristianstad
- Fågelbad (1979), cortenstål, Fågelskolan, Gässlingavägen i Lund
- Mänsklig åtbörds varsamhet (1991), marmor, Kattesund i Lund
- Pienza (1992-93), portugisisk marmor, Raoul Wallenbergs plats i Malmö
- Dold i sitt eget ljus (1995), granit, Wieselgrensgatan 11, i Lundby, Göteborg
- Det bevingade ordet (1998), marmor, Krusegatan 19 i Malmö
- Kropp och havssnäcka (1998), portugisisk marmor (Rosso di Portogallo), Kaptensgårdens skulpturpark vid Landskrona Konsthall
- Marmorlyran (Hjalmar Gullberg-monumentet, marmor, utanför Malmö stadsbibliotek
- Den rosenfingrade, Skolgatan 11–13 i Lund
- Auroras seger, ön i Gavleån i Gävle
- Eos, den rosenfingrade, portugisisk marmor, Clemenstorget i Lund
- Förvecklingar, stål, Lokvändplatsen i Klågerup
- Famnande, Västra Storgatan/Per Ohlsgatan i Sölvesborg
- Rytmiskt spel (1972) i Söderslättshallen i Trelleborg

## Fotogalleri

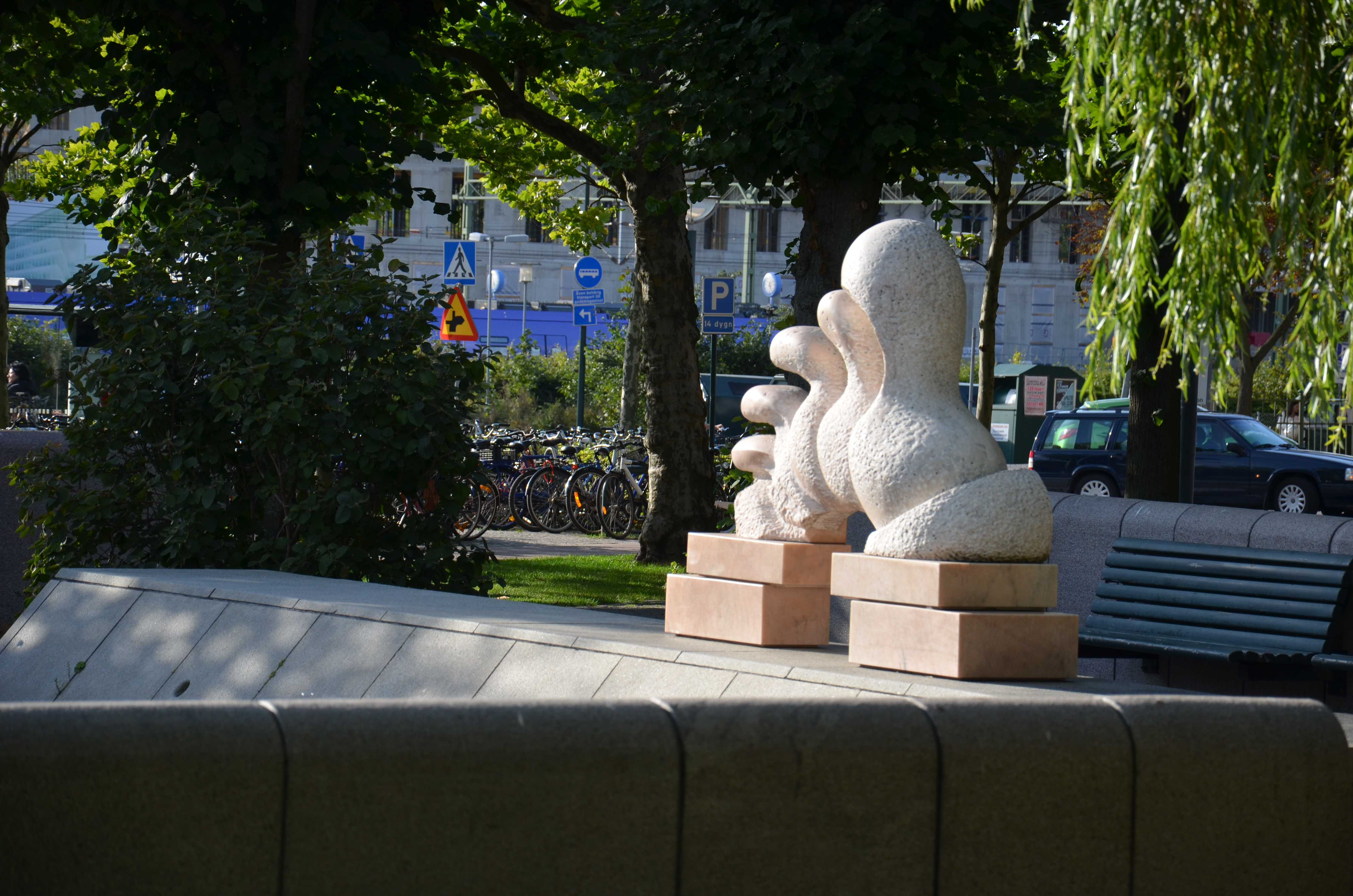
Eos i Lund
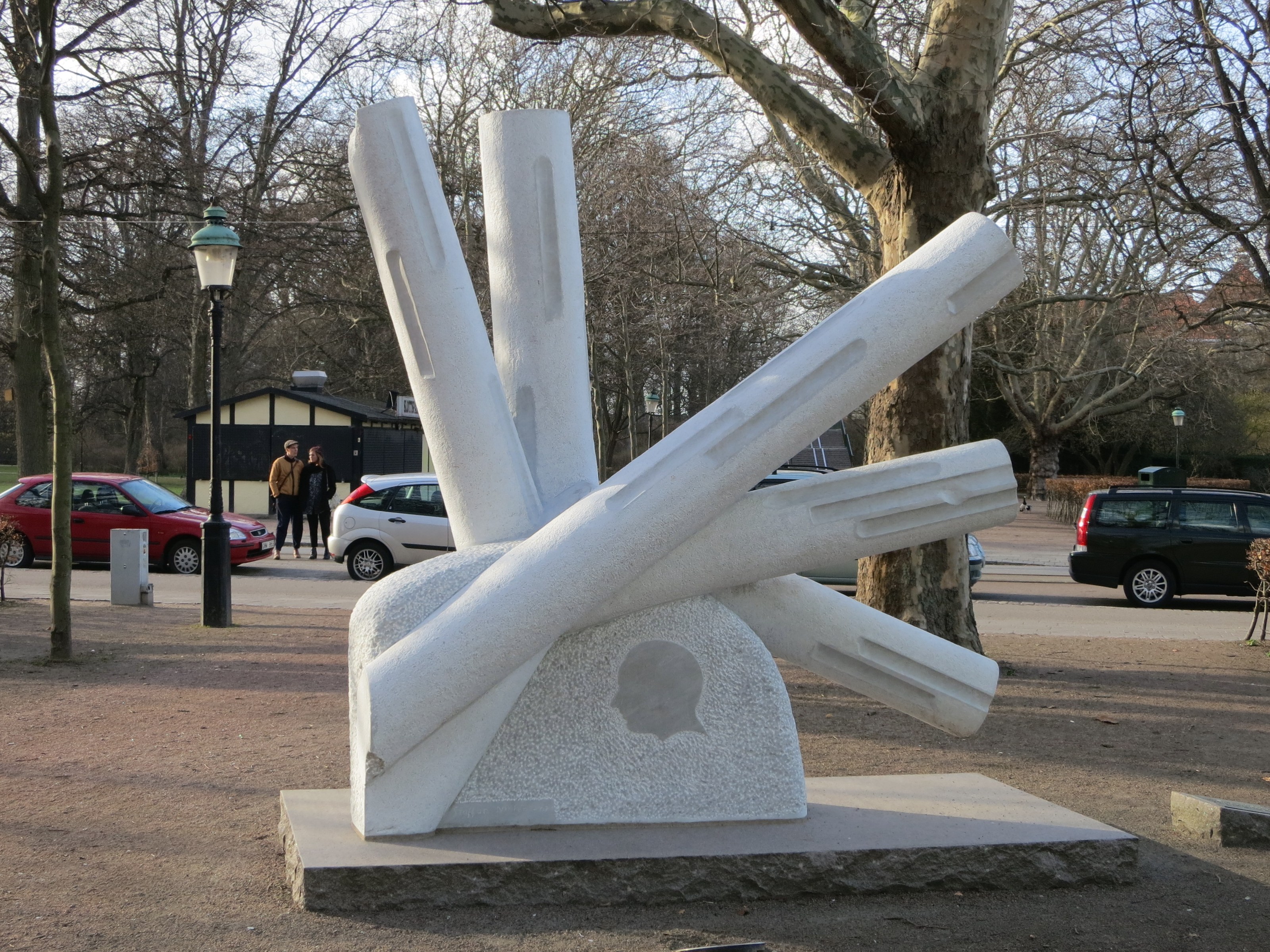
Marmorlyran i Malmö
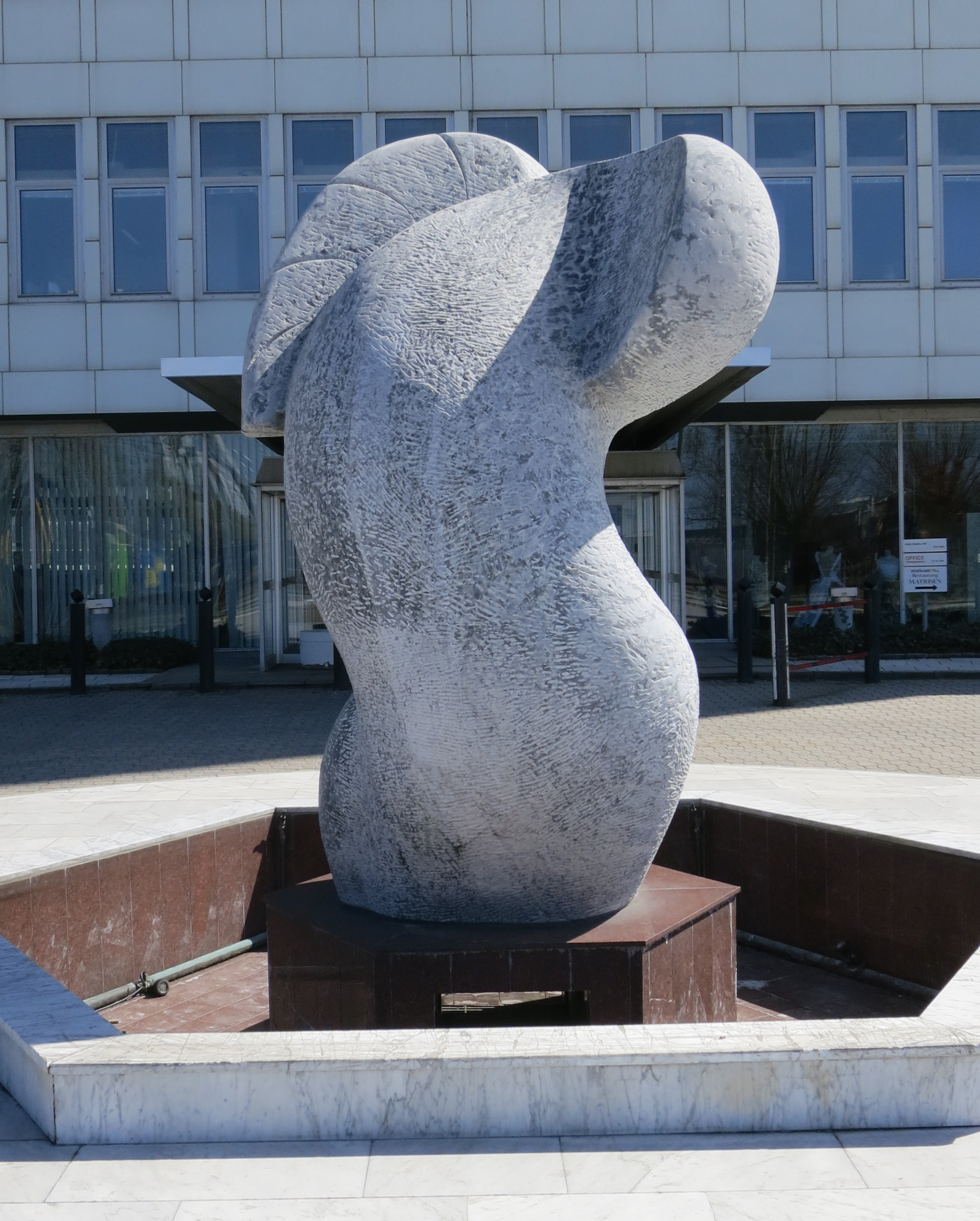
Det bevingade ordet i Malmö
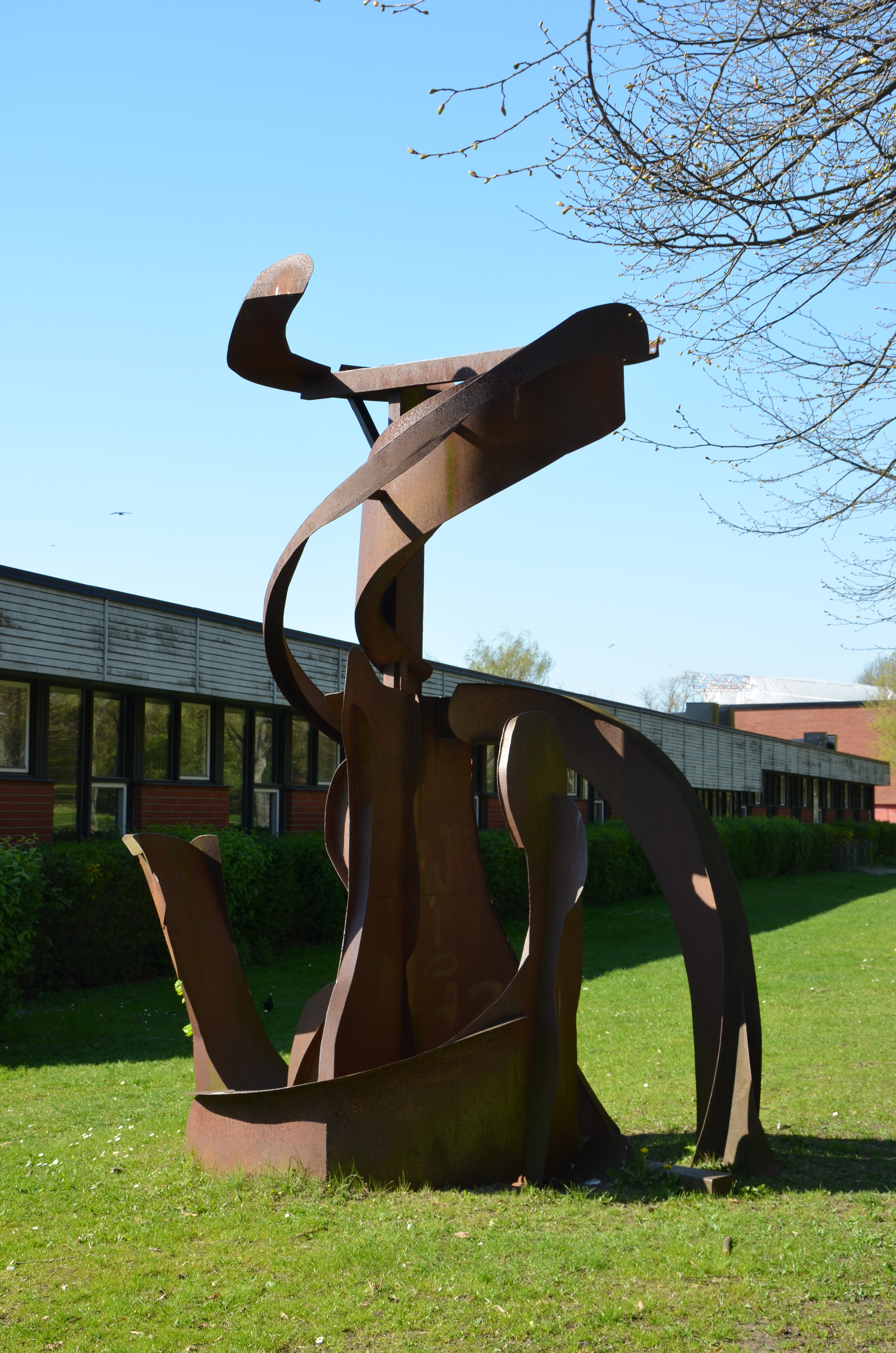
Fågelbad i Lund
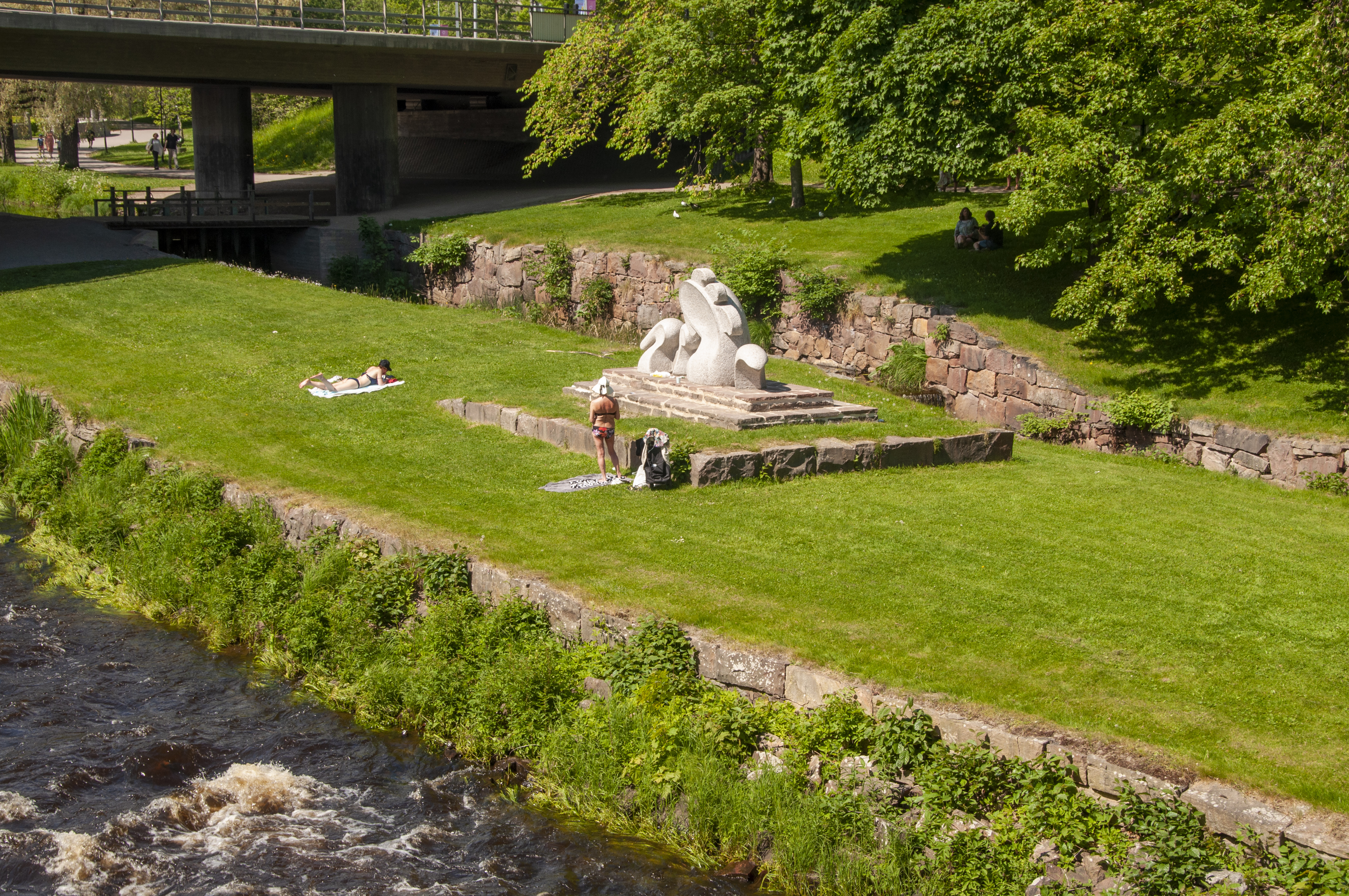
Auroras seger i Gävle
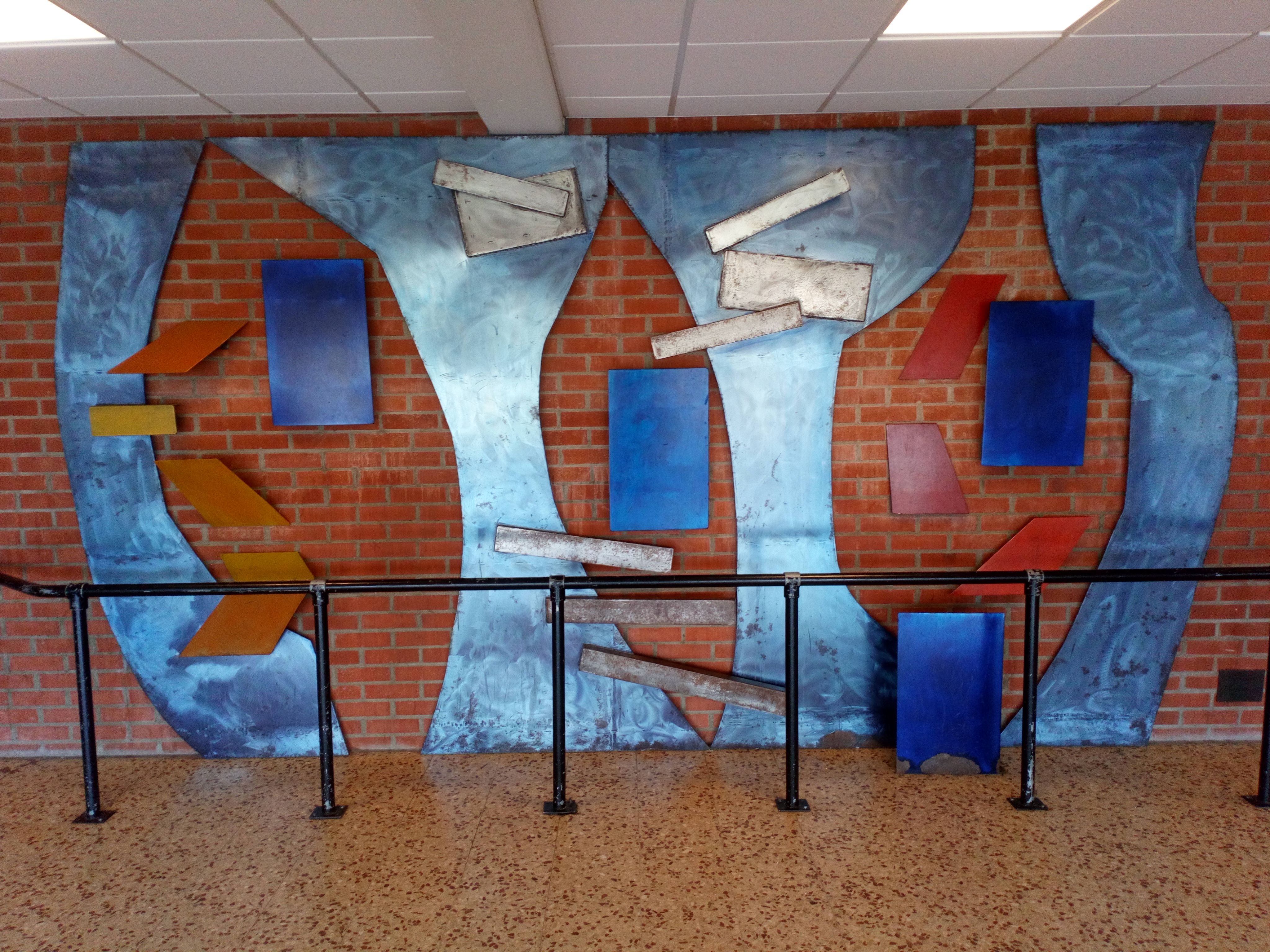
Rytmiskt spel i Trelleborg